# Водоспад «Кізя»
Водоспа́д «Кі́зя» — геологічна пам'ятка природи місцевого значення в Україні. Розташований у межах Вижницького району Чернівецької області, в селі Бісків. 
Площа 0,5 га. Статус надано згідно з рішенням 18-ї сесії обласної ради XXI скликання від 21.12.1993 року. Перебуває у віданні ДП «Путильський лісгосп» (Усть-Путильське л-во, кв. 12, вид. 42). 
Статус надано з метою збереження мальовничого каскадного водоспаду із загальним перепадом висоти 12 м. Розташований на одній з правих приток річки Бісків, у межах гірського масиву Покутсько-Буковинські Карпати. 